# Sabatia tuberculata
Sabatia tuberculata är en gentianaväxtart som beskrevs av J.E. Williams. Sabatia tuberculata ingår i släktet Sabatia och familjen gentianaväxter. Inga underarter finns listade i Catalogue of Life.